# 班台
班台是一座马来西亚霹雳州曼絨县的沿海小镇，位于太平和实兆远之间，位于木威河河口。班台也是一个渔村，以福建和潮州籍贯的华裔居多，也有一部分为广东及客家人。班台可分为老街場與新街場两个区域。

## 历史
根據考古文獻，班台最早的发源地应位于孟加兰峇鲁，衔接木威河河口的码头，而开埠历史則可追溯至1000年前的印度刚迦王国。班台旧名直落沙（Teluk Sah）也是藤壺的故鄉。“Pantai Remis”在马来语中指的是“蛤蜊海岸”。根据当地先辈指出，班台兩大籍貫居民有逾90%从槟城迁居到江沙及十八丁等地後，再迁來班台。最早落腳之地應在淺腳、接著才依海而建，開闢了舊街場、新街場、菜園（Kg Cina）及班台大街商業區等華人聚居區。两个籍贯的华裔因利益瓜葛而分居於舊街場（潮州人）及新街場（福建人）并互相仇視，直到80至90年代才淡化。班台也在近年開闢了許多新的花園住宅區，其中班台衛星園（Taman Bintang）的住宅數量逾千間，是区内主要的居住区。

## 经济
漁業是班台的主要经济来源命脈，随着发展及教育水准提高当地经济也逐渐朝向多元化發展，但仍然以渔业为主。当地旅游业虽不發達，但为县内主要的海鲜出产地。

## 教育
班台的人口虽以华裔为主，但仅有2至3万居民。然而当地华人社会重视教育，并设有育青独立中学。该校于1962年创办，虽然学生和资金来源贫乏，加上人口密度低，在村民的捐助下得以办学至今，目前有约300名学生。本區還有卫星园的班台国民中学（SMK Pantai Remis）和孟加兰峇鲁的拿督依德里斯国民中学（SMK Dato' Idris）兩所國中。小学教育则有直民华文小学，并分为总校及分校两间，校內軟硬體設施相较完善。除此之外，還有宋溪峇都新村內的宋溪峇都华文小学和双礼佛的渊民华小。國小有班台国小和双溪峇都国小。淡米爾文小學則有孟加兰峇鲁淡小和Huntly园丘淡小。

## 宗教信仰
漁民为了祈求平安，而在渔村内设立了许多神廟組織，估计有超过50間神庙于班台区内。其中歷史最久的玄天上帝廟、鎮龍宮、萬善祠为最主要的神庙，目前也增加了田都元帥玉萊寺、仙法師公古廟、達摩祖師廟、關帝廟及大部分完工並開張的金山濟公壇等庙。

## 政治
班台州议席自1999年以来便由民主行动党候选人胜出，其中1999年至2013年为倪可敏（现任马来西亚国会下议院副议长）当选，2013年大选至今为黄渼沄。现班台华裔选民占7成、巫裔及印裔3成，也同时涵盖爱大华和莫珍歪两个华人新村及一些种植园丘。另外班台属于木威国会议席，该议席同样由希望联盟民主行动党的倪可汉担任至今，倪可汉也是霹雳州议会的副议长。木威国会议席现包括实兆远（阿斯达卡）和孟加兰峇鲁两个议席